# Composizioni di Carl Orff

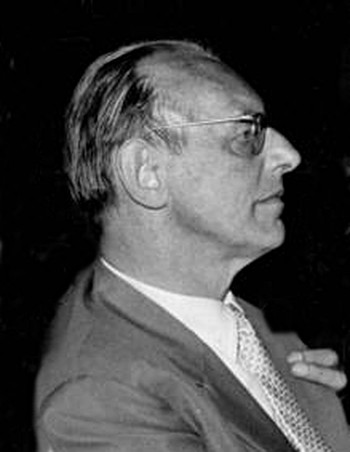
Orff nel 1956.

Lista delle composizioni di Carl Orff (1895-1982), ordinate per genere.

## Lista delle composizioni

### Opere liriche
- Gisei (1913); opera scritta a soli 17 anni e rappresentata per la prima volta nel 2010 a Darmstadt.
- Der Mond (1939)
- Die Kluge (1943)
- Antigonae (1949)
- Ein Sommernachtstraum (1952, riadattata nel 1962)
- Prometheus (1968)
- De Temporum Fine Comoedia (1973)

### Opere in Bavarese
- Die Bernauerin (1947)
- Astutuli, eine bairische Komödie (1953)

### Opere per la Resurrezione
- Comoedia de Christi Resurrectione (1956)

### Opere per la Natività
- Ludus de nato Infante mirificus (1961)
- De Temporum Fine Comoedia, Vigilia (1973, riadattata nel 1977)

### Trionfi
- Carmina Burana (1937)
- Catulli Carmina (1943)
- Trionfo di Afrodite (1953)

### Riadattamenti
- Claudio Monteverdis Klage der Ariadne, Orpheus (1925, riadattata nel 1940)
- Entrata für Orchester, nach The Bells von W. Byrd (1928, riadattata nel 1941)

### Opere Serie
- Antigone (1949)
- Oedipus der Tyrann (1959)
- Prometheus (1968)

### Cantate
- Drei Kantaten nach Franz Werfel (1929/1930, riadattata nel 1968)
- Zwei Kantaten nach Bertolt Brecht (1930/1931, riadattata nel 1973/1968)